# Landschaftsschutzgebiet Herrengraben
Das Landschaftsschutzgebiet Herrengraben mit 7 ha Flächengröße liegt nördlich von Stemmen im Gemeindegebiet von Kalletal. Es wurde 1995 mit dem Landschaftsplan Nr. 4 Kalletal durch den Kreistag des Kreises Lippe erstmals als Landschaftsschutzgebiet (LSG) ausgewiesen. 2004 erfolgte die erneute Ausweisung durch den Kreistag mit dem geänderten Landschaftsplan. Das LSG besteht aus zwei Teilflächen und geht im Osten bis zur Landesgrenze nach Niedersachsen. Das LSG geht bis zur Bebauung von Stemmen.

## Beschreibung
Das Landschaftsschutzgebiet umfasst einen ausgebauten Abschnitt des Baches Herrengraben. Stellenweise ist ein ausgeprägter Gehölzbestand am Bach vorhanden. Weite Uferbereiche sind zudem mit Röhricht bewachsen. Die angrenzenden Flächen werden überwiegend als Grünland genutzt. Die Südwestecke der Ostenuther Kiesteiche liegt im LSG. In Niedersachsen ist der Rest der Ostenuther Kiesteiche als Naturschutzgebiet ausgewiesen.

## Schutzzwecke für das LSG
Laut Landschaftsplan erfolgte die Ausweisung des LSG
- „zur Erhaltung und Wiederherstellung der Leistungsfähigkeit des Naturhaushaltes in ökologisch besonders wertvoll strukturierten Bereichen mit Wasser-, Klima- und Biotopschutzfunktionen,“
- „zur Erhaltung und Wiederherstellung von Quellbereichen und naturnahen Fließgewässern, Grünland und naturnahen Waldbereichen unterschiedlicher Feuchtestufen, Feldgehölzen, Hecken und Obstwiesen,“
- „zur Erhaltung morphologisch ausgeprägter Bereiche zur Sicherung der landschaftlichen Eigenart und Vielfalt für die Erholung,“
- „zur Erhaltung wertvoller Biotopkomplexe aus Wald-Gründlandbereichen, Fließgewässern und Quellen mit wichtigen Trittstein- und Vernetzungsfunktionen,“
- „zur Erhaltung und Wiederherstellung wichtiger Rückzugsräume für die bedrohte Tier- und Pflanzenwelt,“
- „zur Sicherung der das Orts- und Landschaftsbild gliedernden und belebenden und die dörflichen Siedlungsstrukturen prägenden Freiraumelemente.“[1]

## Rechtliche Vorschriften
Im Landschaftsschutzgebiet ist unter anderem das Errichten von Bauten und das Anlegen von Fischteichen verboten.